# L’Isle-sur-Serein
L’Isle-sur-Serein – miejscowość i gmina we Francji, w regionie Burgundia-Franche-Comté, w departamencie Yonne.
Według danych na rok 1990 gminę zamieszkiwały 533 osoby, a gęstość zaludnienia wynosiła 120 osób/km² (wśród 2044 gmin Burgundii L’Isle-sur-Serein plasuje się na 433. miejscu pod względem liczby ludności, natomiast pod względem powierzchni na miejscu 1268.).